# Route 63 (Terre-Neuve-et-Labrador)
Pour les articles homonymes, voir Route 63.
La route 63 est une route tertiaire de la province de Terre-Neuve-et-Labrador, située dans l'est de la province, sur la péninsule d'Avalon. Elle est faiblement empruntée, reliant la Route Transcanadienne à la municipalité d'Avondale. De plus, elle est nommée Avondale Rd., Mill St. et Station Rd., mesure 7 kilomètres, et est une route asphaltée sur l'entièreté de son tracé.

## Tracé
La 63 débute à la sortie 34 de la Route Transcanadienne, la route 1. Elle suit la rivière aux Saumons sur 3 kilomètres en possédant de nombreuses courbes, puis elle prend une orientation nord-nord-est jusqu'à Avondale, où elle se termine sur la route 60, près de la baie Gasters, faisant partie de la baie Conception.

## Communautés traversées
- Avondale